# Ilona Novák
Ilona Novák, född 16 maj 1925 i Budapest, död 14 mars 2019 i Budapest, var en ungersk simmare.
Novák blev olympisk guldmedaljör på 4 x 100 meter frisim vid sommarspelen 1952 i Helsingfors.